# Ledebouria sudanica
Ledebouria sudanica là một loài thực vật có hoa trong họ Măng tây. Loài này được (A.Chev.) Burg mô tả khoa học đầu tiên năm 2006.